# Référendums de 2020 en Alabama
Sept référendums ont lieu en 2020 en Alabama, dont un le trois mars et six le 3 novembre 2020. La population est notamment amenée à se prononcer sur les point suivants :
- Redéfinition du droit de vote en Alabama ;